# 安家大院 (天津市)
安家大院是位于杨柳青古镇的中国北方传统合院式建筑群，坐落于中华人民共和国天津市西青区估衣街28号。是杨柳青“赶大营”第一人安文忠的府邸，修建于19世纪末或20世纪初。
目前为一般保护等级历史风貌建筑、天津市文物保护单位、国家AA级旅游景区。

## 历史
杨柳青人安文忠在左宗棠收复新疆时，随军赶大营，抵达新疆。安文忠作为官商在新疆经营数十载，到20世纪初已是富甲一方，于是在老家杨柳青修建安家大院。宣统元年（1909年），安文忠回到家乡，入住安家大院。1915年，在津开始经营洽源银号的安文忠，举家从安家大院迁出。自此，安家大院长期处于闲置状态。中华人民共和国成立后，安家大院曾作为杨柳青公社卫生院存在。文化大革命开始一直到21世纪初，安家大院成为民居大杂院。2003年启动居民搬迁工作之前，安家大院共生活着27户居民，搭建超过30间房屋，安家大院破坏严重。
彼时虽安家大院建筑虽破损严重，但未严重伤及梁、柁、柱、望板等架构，所以在居民搬迁后，天津市华艺文化事业有限公司开始对安家大院投资进行保护性修缮，而非重建。2004年10月1日，修缮完毕的安家大院对外开放。此时，安家大院被辟为杨柳青藏珍馆，除安家大院本身及老宅陈设外，设有“赶大营展”、“北方隔扇展”、“折扇扇骨展”等展览。2011年上映的电视剧《門當父不對》曾取景于安家大院。
2013年，安家大院被天津市人民政府公布为天津市文物保护单位、天津市历史风貌建筑（一般保护）。同时，安家大院藏珍馆被列为国家AA级旅游景区。

## 建筑
安家大院是中国北方传统合院式建筑群，是天津传统民居——跨院的代表建筑。为坐北朝南的二进式庭院，其中后院分为东、西两个跨院，三个院落相通，为四合连套格局。安家大院占地近2亩（约1300平方米），建筑面积超过600平方米，共有50余间房屋。安家大院房屋均为硬山顶砖木结构建筑，墙体均由青砖砌成，外墙使用磨砖对缝工艺。
安家大院大门设在庭院的东南角，门楼有双层椽檐，有纺锤形等雕花图案。门洞为磨砖对缝。修缮前，门楼沉降超过20厘米，修缮时三次将其抬高至原有高度。安家大院大门面对的影壁在修缮前已不存在。新的影壁按“旧制”设计，中心为“花鸟”主题砖雕，四周有花饰、日月星饰。安家大院各庭院面积较大，其中前院约300平方米，是杨柳青镇单院面积最大的庭院。前院西厢房是安家大院受到较少破坏的房屋，其青砖墙、起碹门窗保留有建筑原貌。前院东厢房以西厢房的样式修复。前院倒座房比正房宽一米，内墙有高一米的清水砖墙围，上嵌一层木条。修缮后的安家大院房屋的木雕隔扇、门窗鲜有原物，超过300件为天津老城拆迁时购得后以修旧如旧的手法安装。修缮所用青砖亦是从老城购得。
除地上建筑外，安家大院还有一处有高2.2米，面积约10平方米的地下金银库。该地下金银库为青砖拱顶，无木石支撑，设有通风口、壁龛，台阶、门洞规整，原有铁门。是天津市豪宅中仅存且最完整的地下金银库。另外，在安家大院前院倒座房和正房下有文化大革命时期挖凿的地道一处，该地道高约2米，长20米，宽3米，洞体由钢筋水泥制作。

## 图片

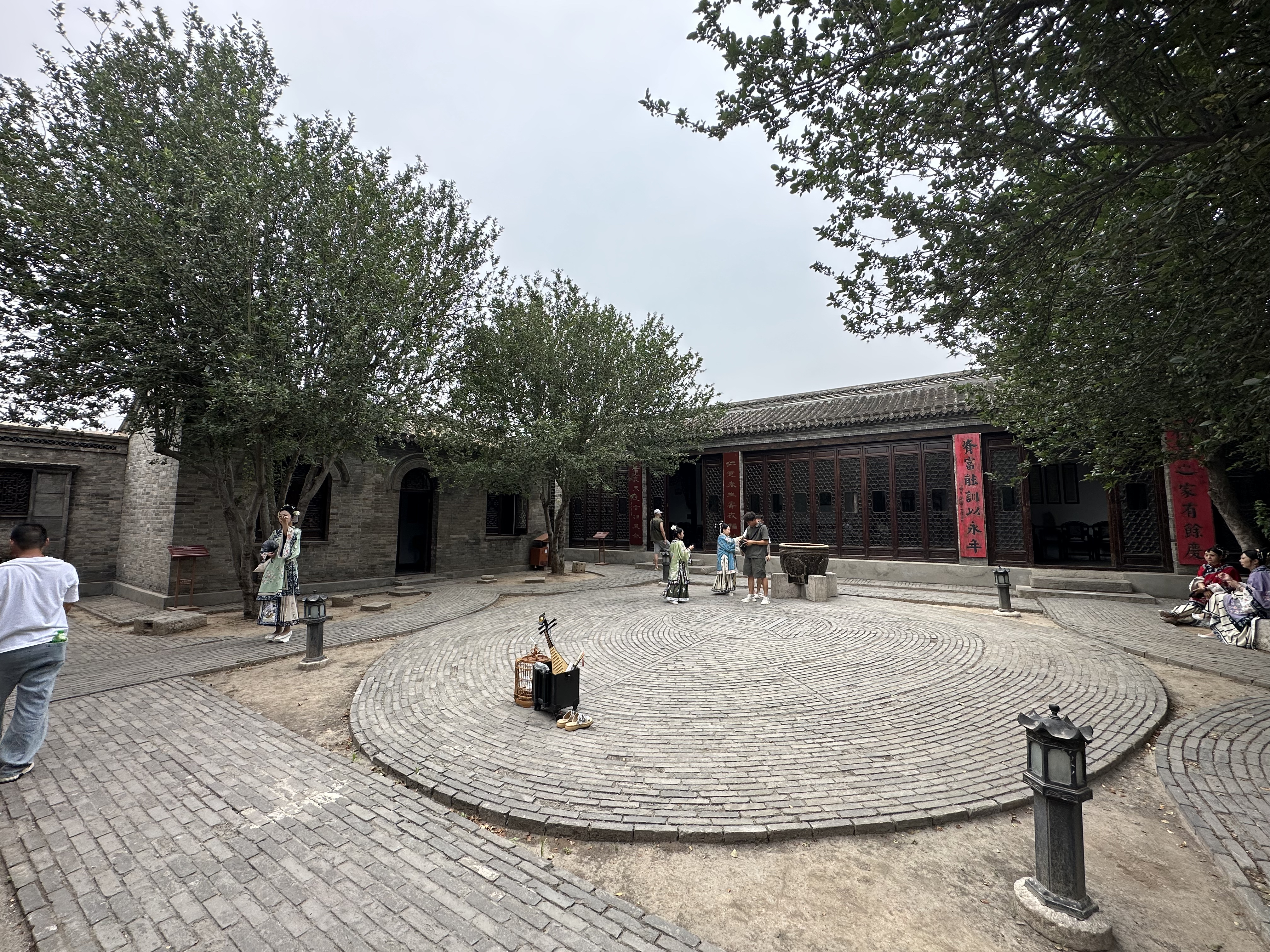
安家大院前院
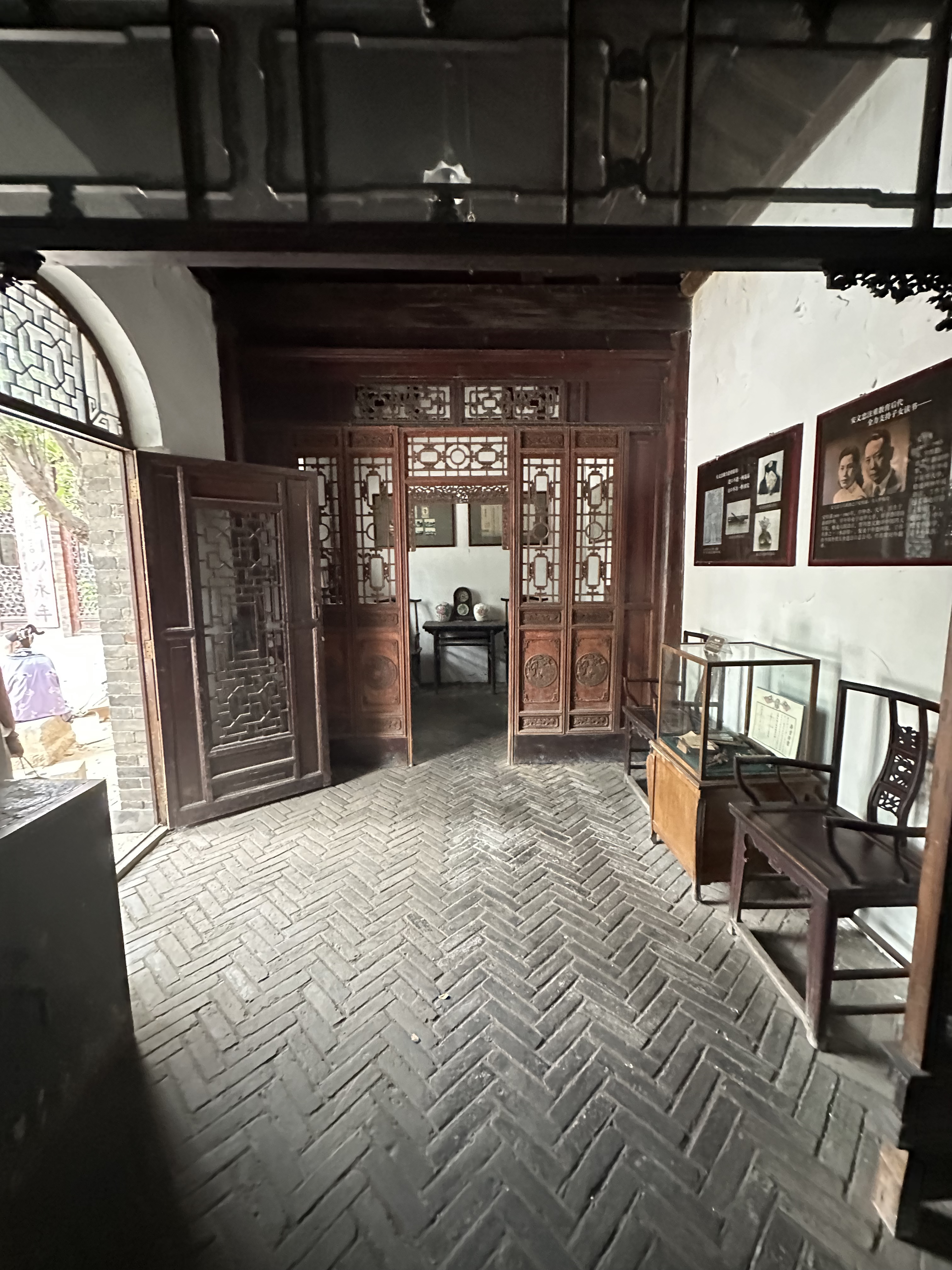
安家大院前院正房内
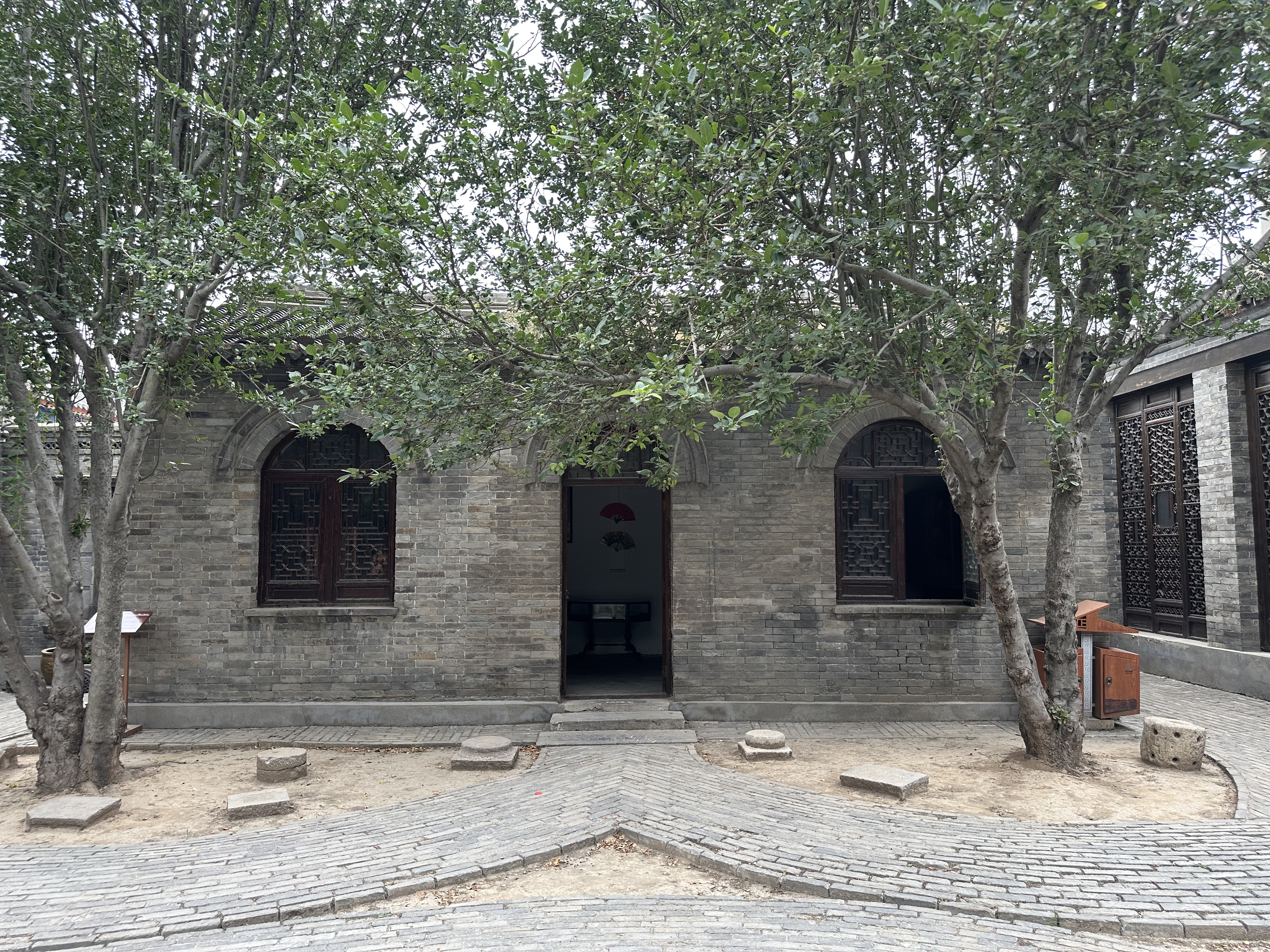
安家大院前院西厢房
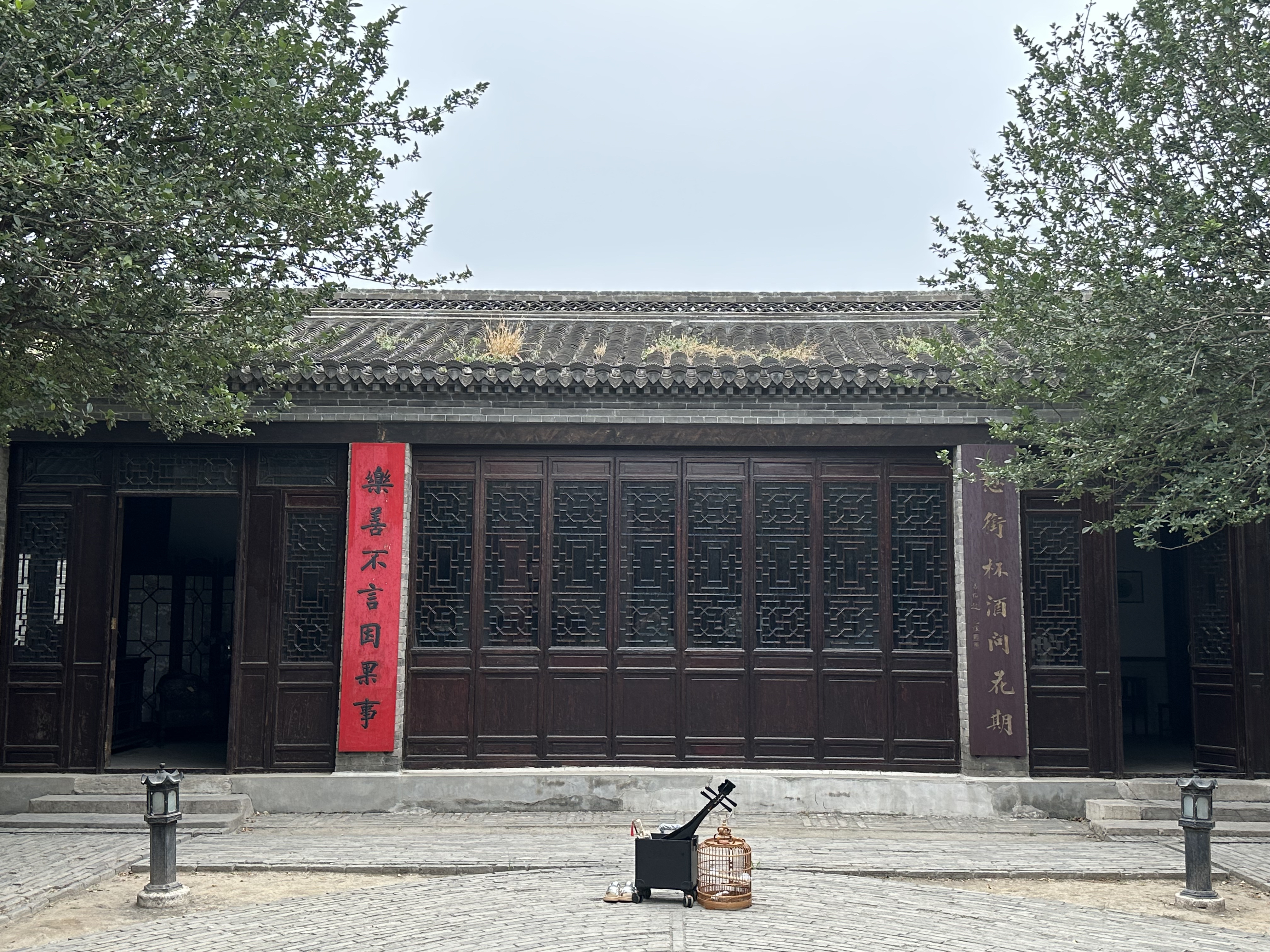
安家大院前院倒座房
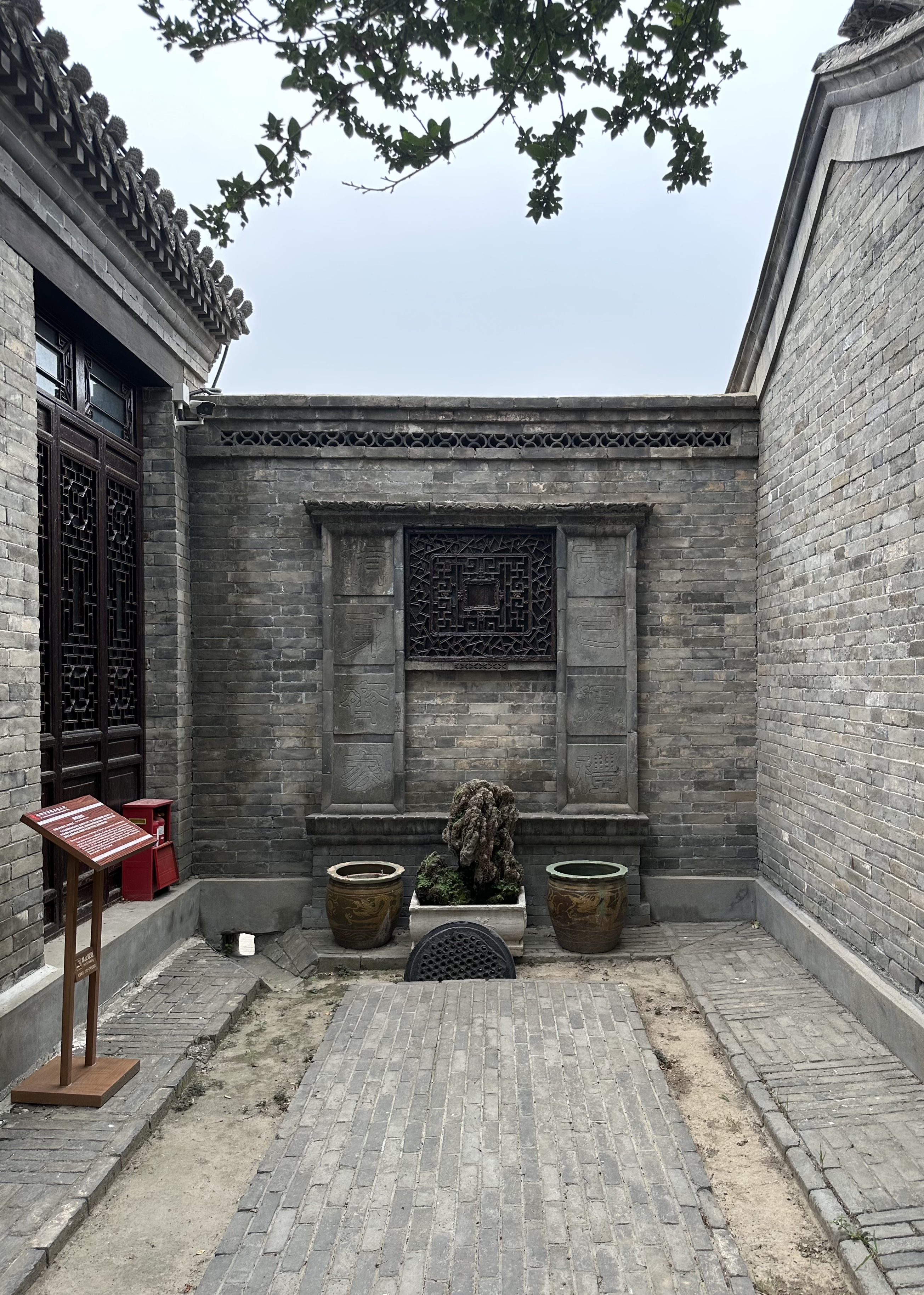
安家大院前院西墙的哑窗
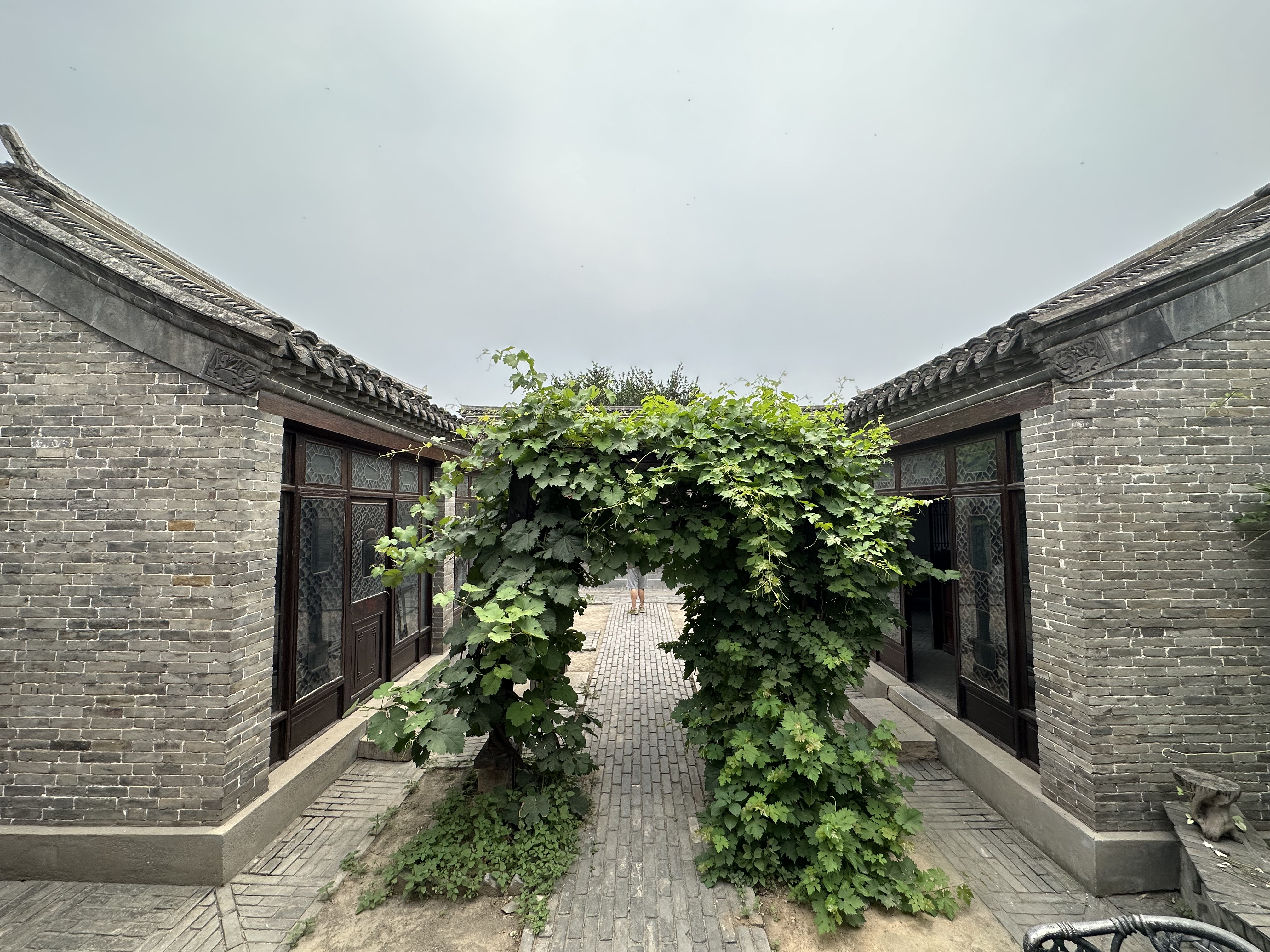
安家大院后院东跨院
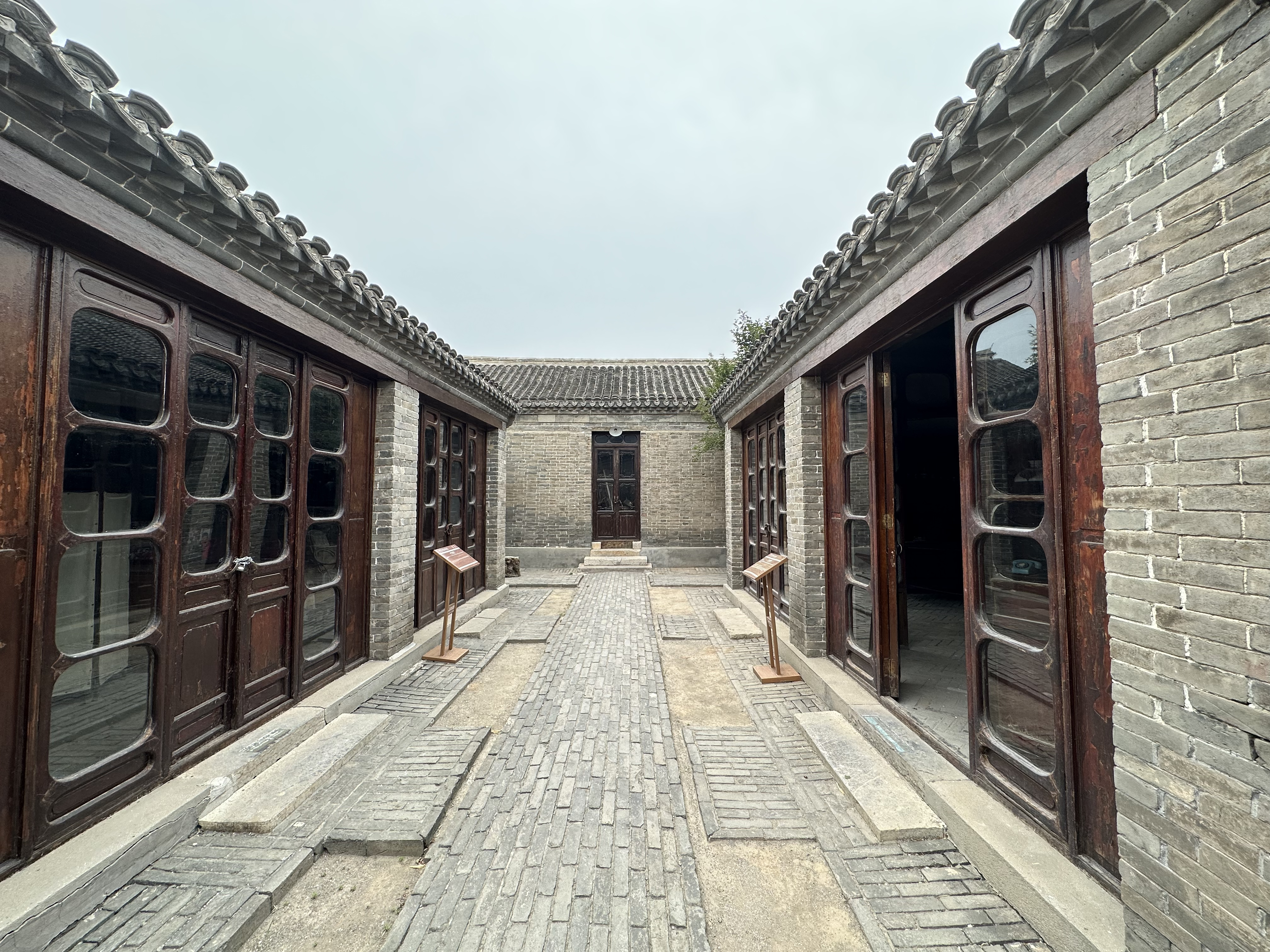
安家大院后院西跨院
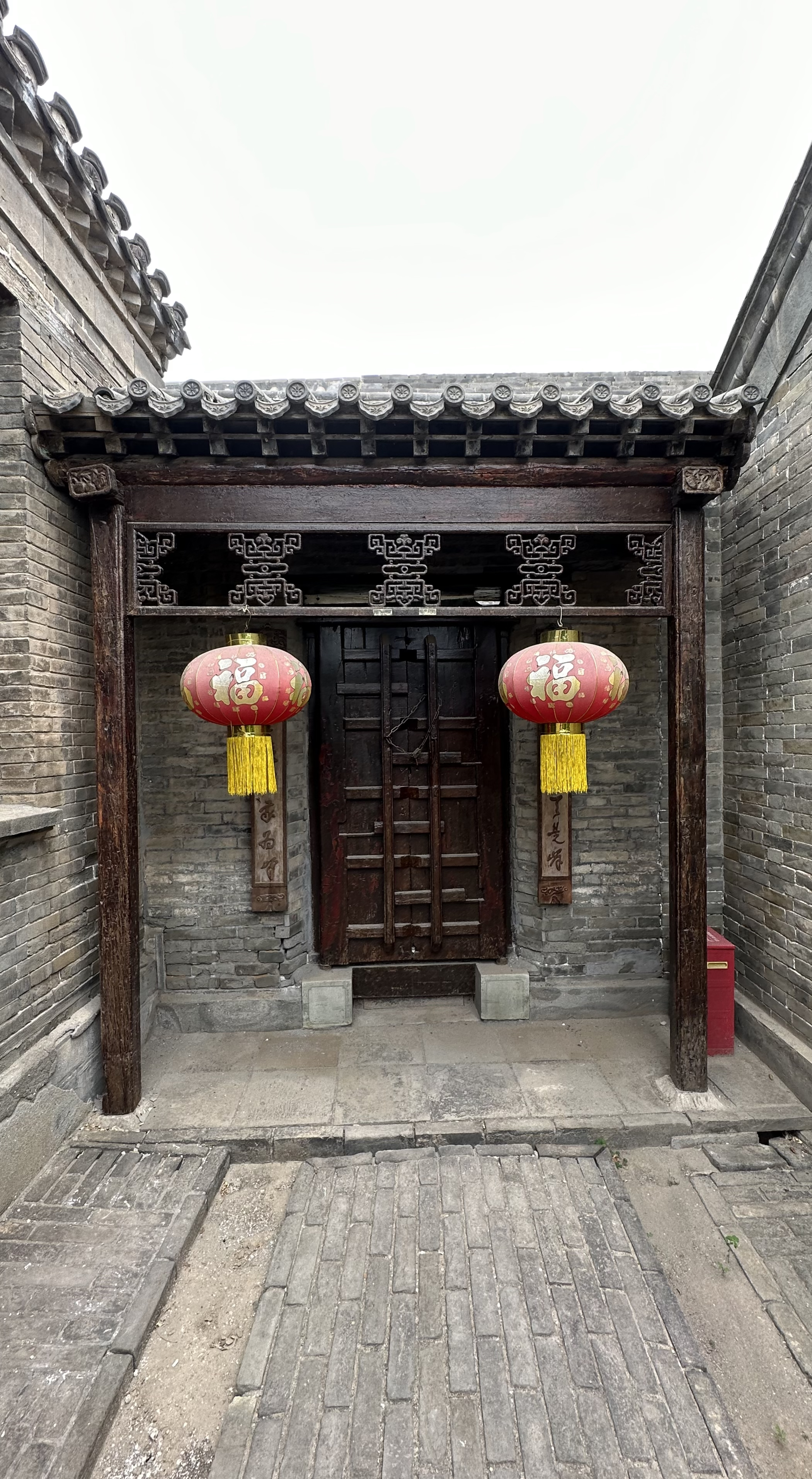
安家大院后院东侧门
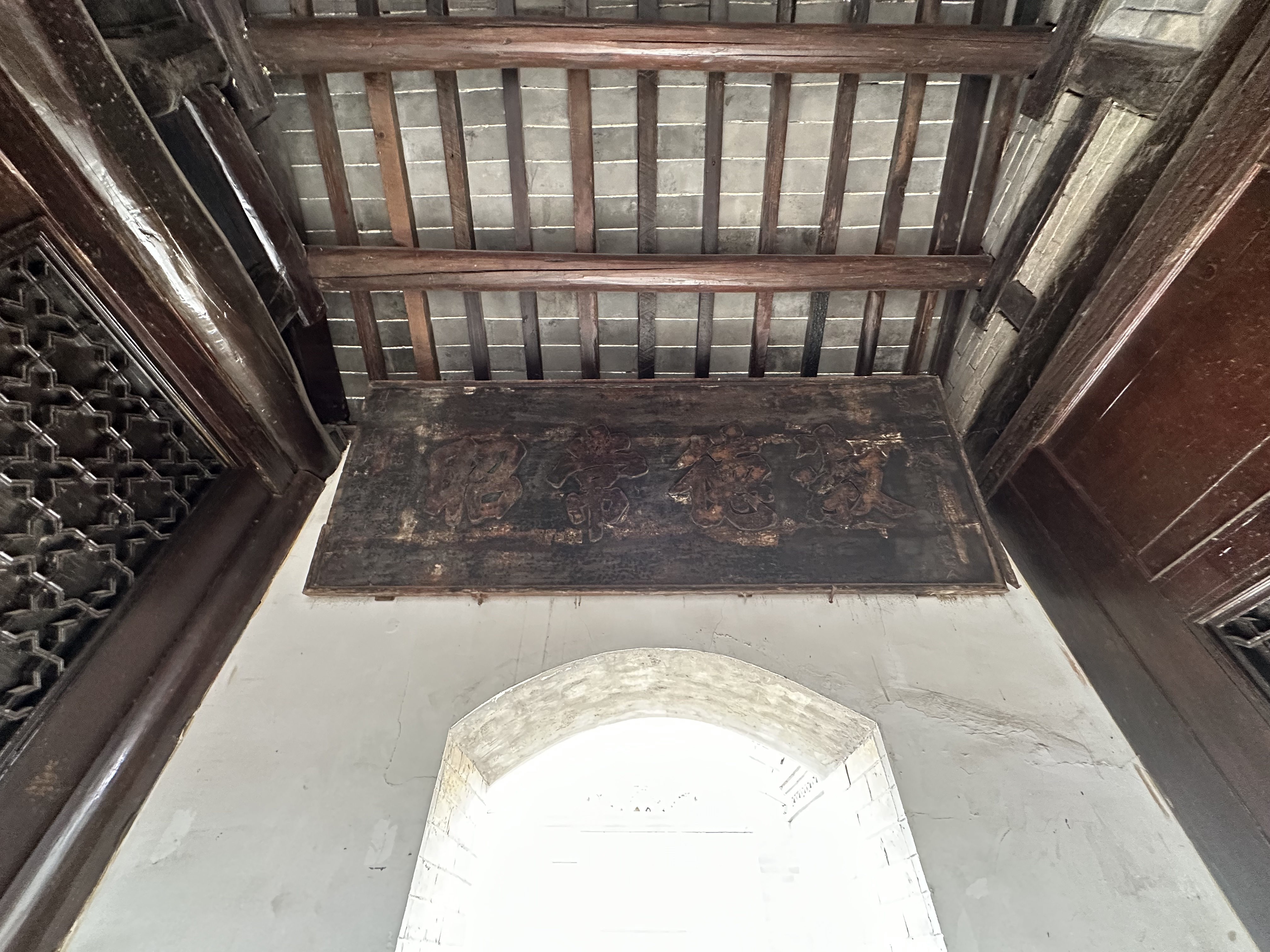
安家大院后院门道上的“淑德常昭”牌匾
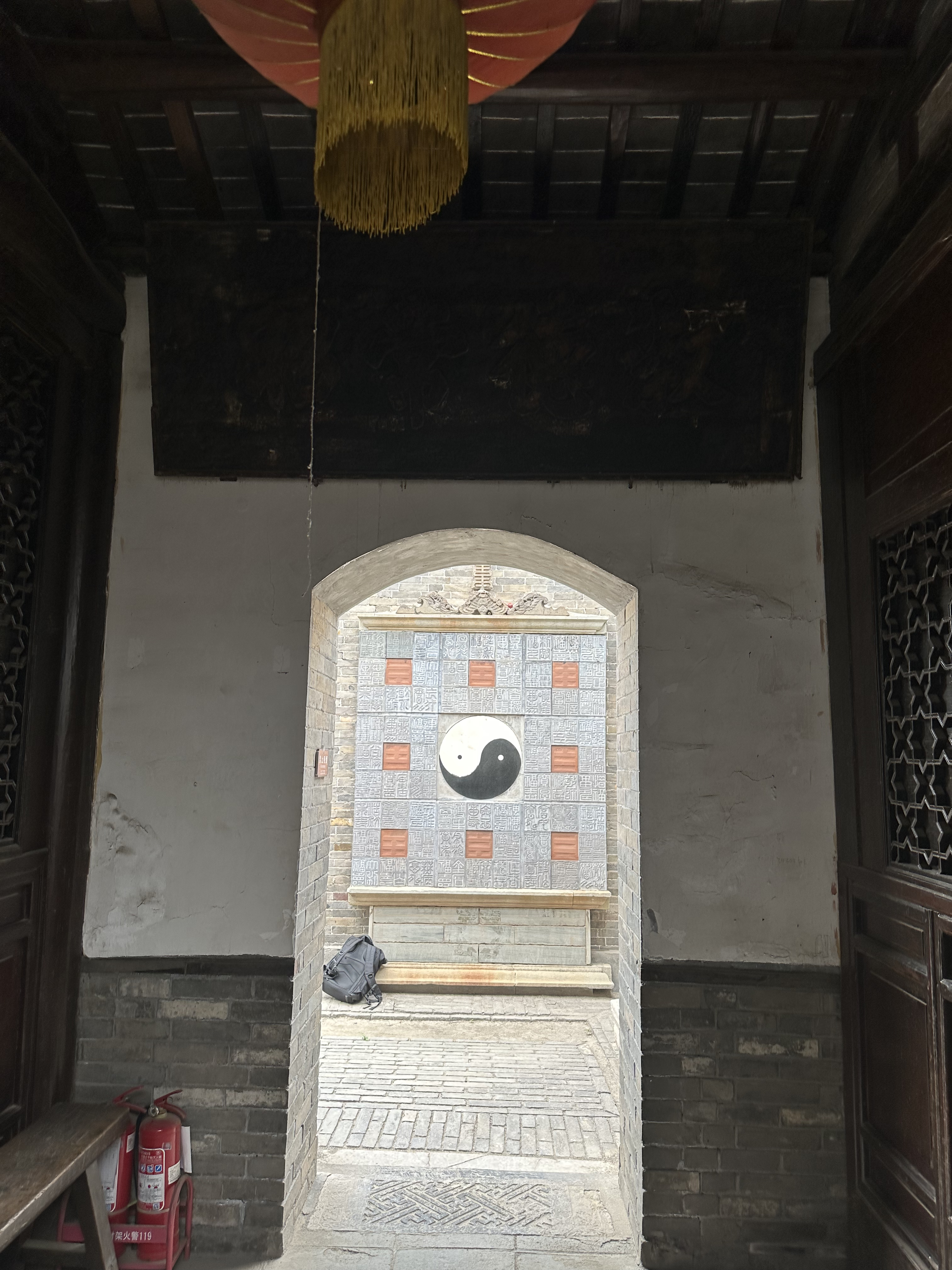
安家大院后院门道，可见后院“福禄寿”主题的砖雕影壁